# Gonia quadriseta
Gonia quadriseta là một loài ruồi trong họ Tachinidae.